# DemocracyOS
DemocracyOS是Democracia en Red开发的共识民主开源软件，提供预算案审核、咨询以及立法讨论等功能。其有超過1,000名用戶註冊使用。
在2014年，布宜諾斯艾利斯市立法機關提出的所有350項法案都利用了基於DemocracyOS而建構的平台進行了有關提升護士工作環境之辯論，並有6,000名用戶使用此平台投票。而墨西哥也正使用此系統作新數據保護法(new data-protection law)之測試。
该项目已于2020年5月停止维护。